# Exasticolus nigriceps
Exasticolus nigriceps är en stekelart som först beskrevs av Günther Enderlein 1920.  Exasticolus nigriceps ingår i släktet Exasticolus och familjen bracksteklar. Inga underarter finns listade i Catalogue of Life.